# Ostdorf

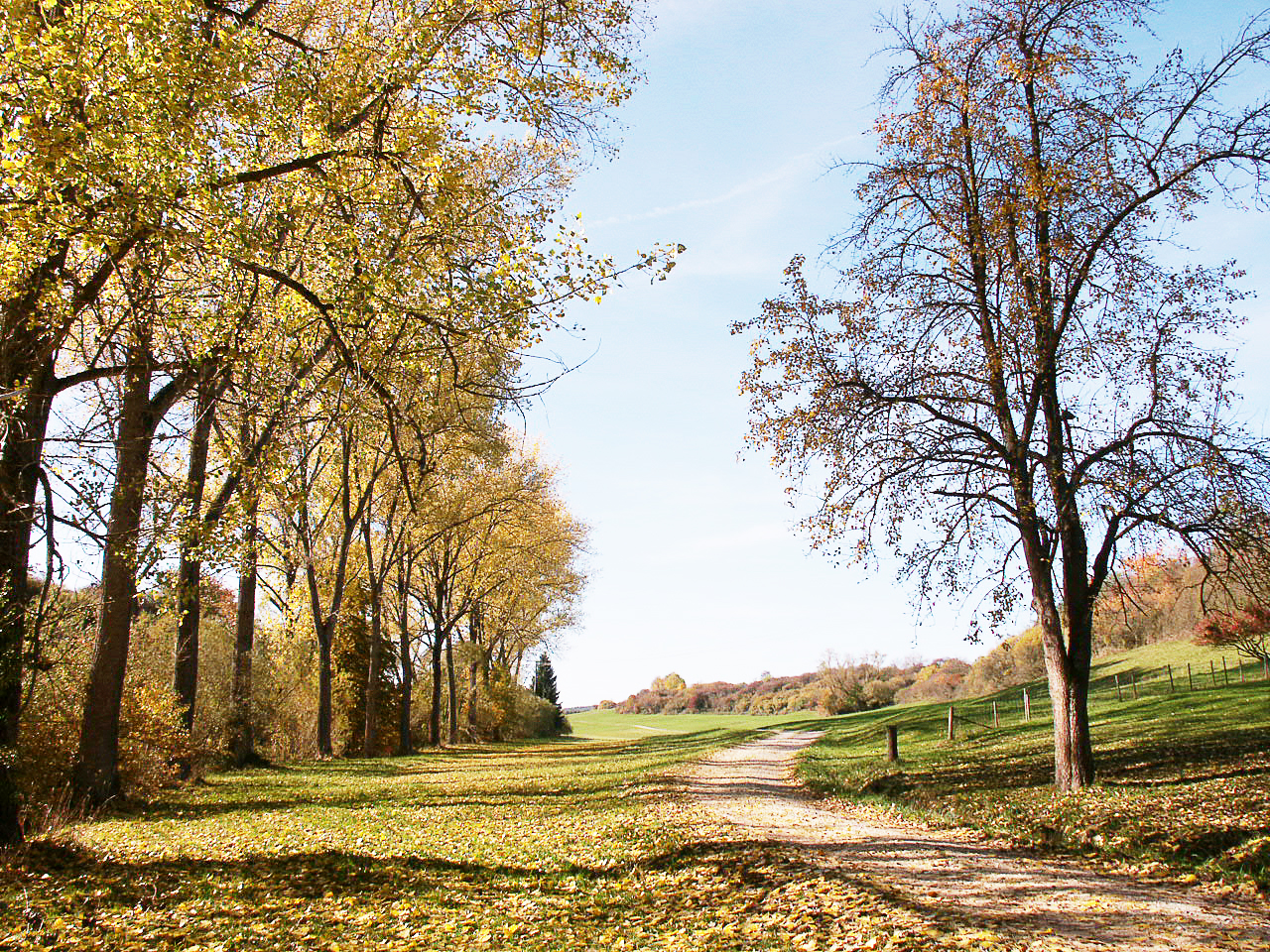
Khung cảnh nông thôn Ostdorf, Đức.

Ostdorf là một khu ngoại ô thuộc thị trấn Balingen, bang Baden-Württemberg, Đức. Nơi đây nằm cách Stuttgart 75 km về phía nam.